# ISO 216
ISO 216 är en internationell standard för pappersformat som används i större delen av världen, med Nordamerika som ett noterbart undantag. Standarden är utgiven av ISO 1975 och baserad på den tyska standarden DIN 476 från 1922. ISO 216 uppdaterades senast 2007.
- ISO 216:2007 definierar pappersformat A-format och B-format.
- ISO 269:1985 definierar C-format, som främst används för kuvert.

## Historia
Standarden grundar sig på en idé av den tyske fysikern Georg Christoph Lichtenberg (1742–1799), verksam vid Göttingens universitet. År 1786 beskrev han fördelarna i att använda brevpapper med sidförhållandet {\displaystyle 1:{\sqrt {2}}} i ett brev, på det brevpapper som han använde i just detta format. Ett format med detta sidförhållande lanserades även av Lazare Carnot under den första franska republiken och reglerades i lagen Loi sur le Timbre 1798, men slog trots detta inte igenom i Frankrike och föll i glömska. Den tyske nobelpristagaren Wilhelm Ostwald arbetade i början av 1900-talet med framtagning av en världsstandard för pappersformat, och hans assistent Walter Porstmann var den som slutligen lanserade A-formatet, B-formatet och C-formatet 1922 genom den tyska DIN 476-standarden. Porstmanns avgörande bidrag var att införa det system där A0 motsvarar ett ark med exakt en kvadratmeters yta och där de successiva formaten A1, A2 o.s.v. har halva ytan jämfört med det föregående formatet.

## A-format

Jämförelser mellan A-formatens inbördes storlekar.

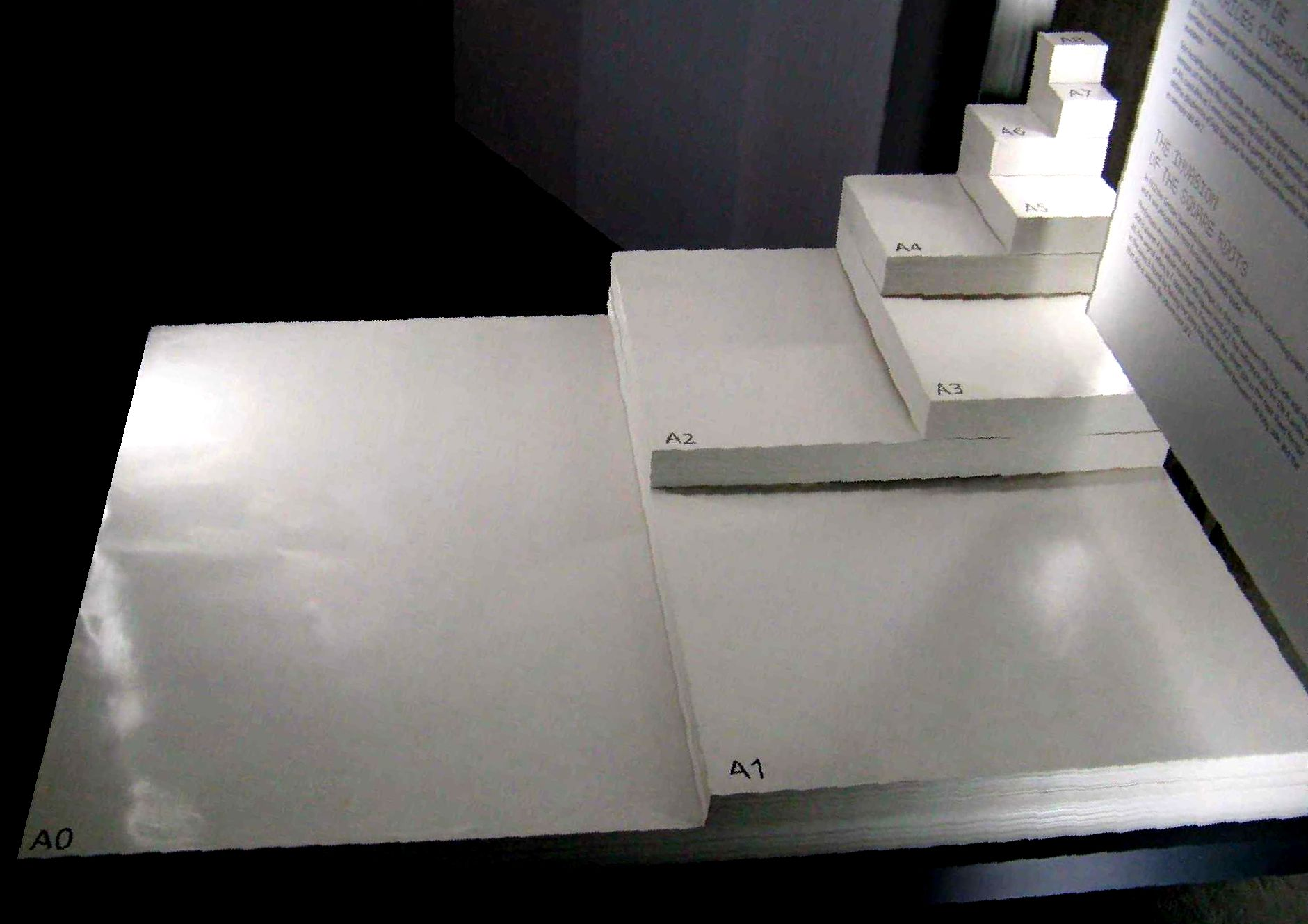
Visualisering med papperstravar i formaten A0 till A8, utställd på naturvetenskapsmuseet CosmoCaixa Barcelona.

A-format är den vanligaste formatstandarden för pappersformat i Europa. Den grundades på den tyska standarden DIN 476, sedan 1975 den internationella standarden ISO 216:1975, som gäller i Sverige med beteckningen SS-EN ISO 216.
Grundformatet är A0 som har en yta på 1 m² och måtten 841 mm × 1 189 mm; förhållandet mellan sidorna är kvadratroten ur 2. Man får övriga format genom successiv halvering av A0, varvid förhållandet mellan sidorna bibehålls. Större format än A0 kan beskrivas med en faktor framför. Ett 4A0-ark är lika stor som 2 st. 2A0-ark som var för sig är lika stora som 2 st. A0-ark.
Fördelen med detta format är till exempel att en broschyr vikt på mitten, tillverkad av ark i exempelvis A4-format, får samma mått som nästa mindre format i serien, vilket då blir A5. Ett A0-ark med en area på 1 m² är alltså lika med 2⁴ eller 16 st. A4-ark. Mätetalet för papprets vikt per kvadratmeter blir då för A0 samma som vikten på arket: ett A0-ark med 80 g/m² väger alltså 80 gram och motsvarande A4-ark en sextondel, alltså 5,0 gram.
| A-formatens mått (Bredd × höjd): | A-formatens mått (Bredd × höjd): |
| -------------------------------- | -------------------------------- |
| A0                               | 841 mm × 1 189 mm                |
| A1                               | 594 mm × 841 mm                  |
| A2                               | 420 mm × 594 mm                  |
| A3+                              | 329 mm × 483 mm                  |
| A3                               | 420 mm × 297 mm                  |
| A4                               | 210 mm × 297 mm                  |
| A5                               | 148 mm × 210 mm                  |
| A6                               | 105 mm × 148 mm                  |
| A7                               | 74 mm × 105 mm                   |
| A8                               | 52 mm × 74 mm                    |
| A9                               | 37 mm × 52 mm                    |
| A10                              | 26 mm × 37 mm                    |
| Förlängda A-format.              |                                  |
| AO1                              | 841 mm × 1 471 mm                |
| A11                              | 594 mm × 1 189 mm                |
| A21                              | 420 mm × 841 mm                  |
| A31                              | 297 mm × 594 mm                  |
| A32                              | 297 mm × 841 mm                  |
| Eurosize                         | 1 185 mm × 1 750 mm              |

A3+ är ett storleksformat som används för skrivare, som är något större än A3 men inte så stort som ett A2-dokument. (jämfört med A3 297 × 420 mm)

## B-format

Jämförelser mellan B-formatens inbördes storlekar.

B-format, omfattar en serie pappersformat.
Förhållandet mellan sidorna är även här kvadratroten ur 2. Man får övriga format genom successiv halvering av B0, varvid förhållandet mellan sidorna bibehålls. Sidlängden erhålls genom att motsvarande A-formats sidlängd multipliceras med fjärderoten ur 2 ("roten ur roten ur 2"). En meter är alltid jämnt delbar med ena sidans längd.
| B-formatens mått: | B-formatens mått: |
| ----------------- | ----------------- |
| B0                | 1000 mm × 1414 mm |
| B1                | 707 mm × 1000 mm  |
| B2                | 500 mm × 707 mm   |
| B3                | 353 mm × 500 mm   |
| B4                | 250 mm × 353 mm   |
| B5                | 176 mm × 250 mm   |
| B6                | 125 mm × 176 mm   |
| B7                | 88 mm × 125 mm    |
| B8                | 62 mm × 88 mm     |
| B9                | 44 mm × 62 mm     |
| B10               | 31 mm × 44 mm     |

## C-format

Jämförelser mellan C-formatens inbördes storlekar.

C-format, omfattar en serie pappersformat för kuvert och omslag i vilka A-formaten kan inneslutas. Sidlängden erhålls genom att motsvarande A-formats sidlängd multipliceras med åttonderoten ur 2 ("roten ur roten ur roten ur 2"), vilken är ungefär 1,0905 (det vill säga att C-måtten är drygt 9 % större än A-måtten).
| C-formatens mått: | C-formatens mått: |
| ----------------- | ----------------- |
| C0                | 917 mm × 1297 mm  |
| C1                | 648 mm × 917 mm   |
| C2                | 458 mm × 648 mm   |
| C3                | 324 mm × 458 mm   |
| C4                | 229 mm × 324 mm   |
| C5                | 162 mm × 229 mm   |
| C6                | 114 mm × 162 mm   |
| C7                | 81 mm × 114 mm    |
| C8                | 57 mm × 81 mm     |
| C9                | 40 mm × 57 mm     |
| C10               | 28 mm × 40 mm     |

## Källhänvisningar
1. ↑  Lichtenberg, Georg Christoph (1990). Utdrag ur Briefwechsel, Band III (1785–1792). Verlag C. H. Beck. ISBN 3-406-30958-5. http://www.cl.cam.ac.uk/~mgk25/lichtenberg-letter.html
2. ↑  Goethe-Institut: A-format
3. ↑  Kuhn, Markus. ”International standard paper sizes”. http://www.cl.cam.ac.uk/~mgk25/iso-paper.html. Läst 31 januari 2015.
4. ↑  "A-format". NE.se. Läst 2 oktober 2014.